# 3식 중기관총
3식 중기관총은 1914년에 38식 기관총을 개선해 제작한 중기관총이다. 3식 중기관총은 명중률이 높은 편이었지만, 30연발 급탄판을 사용하는 탓에 지속 사격 능력이 떨어졌고, 복잡한 구조 탓에 잦은 손질이 필요한 데다가 무거워서 많은 운용 인원을 필요로 했다. 3식 중기관총에는 대공 삼각대도 존재했는데, 느린 사격 속도와 38식 소총에도 쓰이는 6.5mm 탄약 자체의 위력 부족으로 인해 중국군의 복엽기를 상대할 수 있었던 정도였다. 용산 전쟁기념관에 1정이 남아 있다..

## 대중 매체에서
3식 중기관총은 대중 매체에서도 등장한다.

### 영화
- 난징! 난징!
- 암살
- 씬 레드 라인

## 같이 보기
- 중기관총
- 38식 기관총